# シドニーモノレール

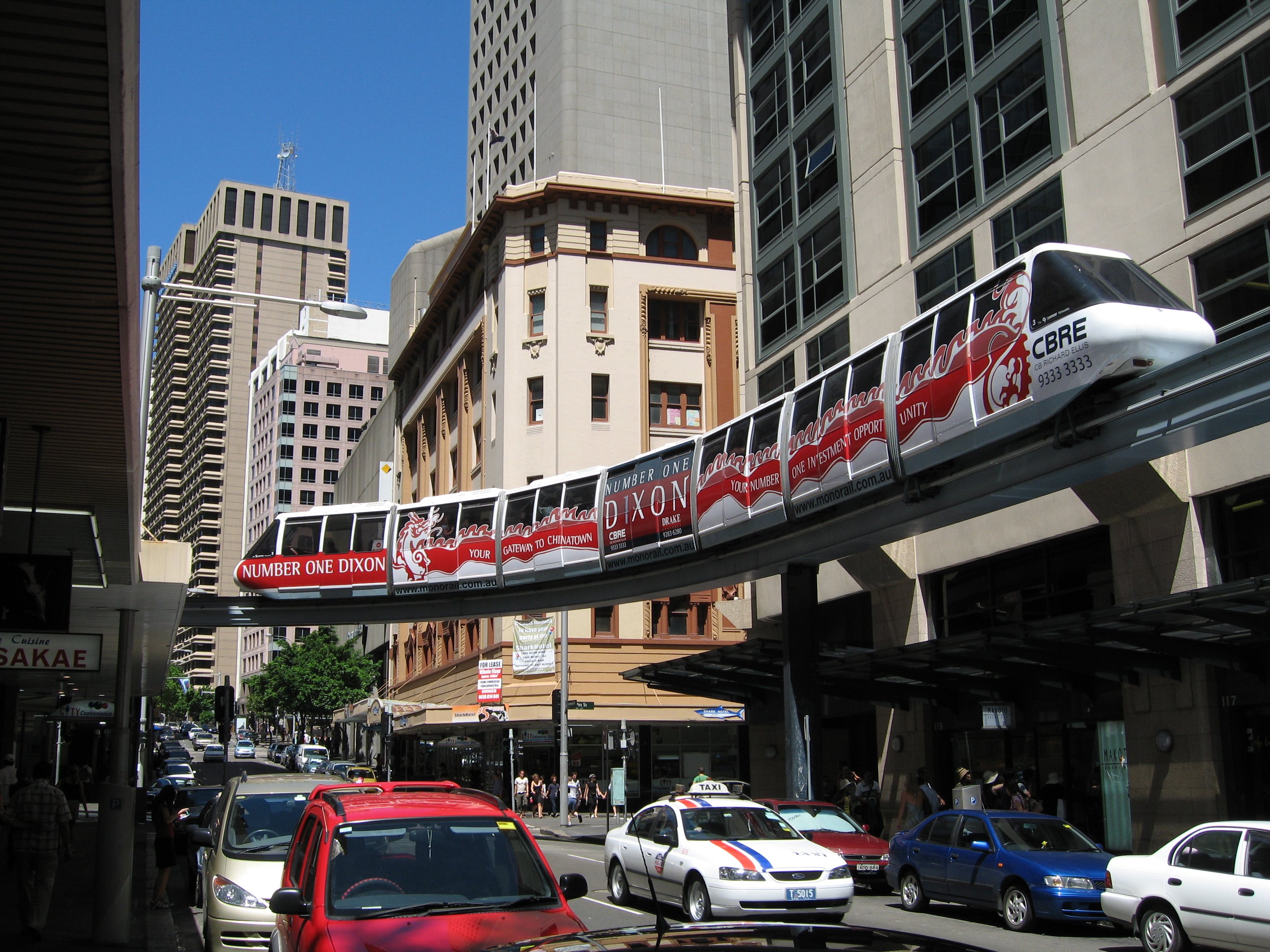
シドニーモノレール

シドニーモノレール (Sydney Monorail ) は、オーストラリアのシドニー市内を走っていたモノレールの通称である。2013年6月30日の運行をもって廃止となった。

## 概要
シドニーモノレールは、正式にはメトロ・モノレールと言い、シドニー市内西部のダーリングハーバーなどの港湾地区やチャイナタウン、シドニー中心業務地区などを単線で結ぶ環状の路線を持っていた。フォン・ロール社製のモノレールを採用し、全列車無人運転で、常時4本の列車が運行されていた。
メトロ・トランスポート・シドニーが運営し、モノレールの一部区間で同一事業体が運営するメトロ・ライト・レールの路線と重複していた。
料金は、1乗車につき4ドル90セントで、モノレールとメトロ・ライト・レールとの共通一日券は15ドルであった。

## 歴史
1980年代半ば、シドニーのダーリングハーバーを中心とする50ヘクタールの土地の再開発計画において、中心業務地区と再開発地区を結ぶ「ダーリングハーバー・モノレール」が構想された。
1988年1月26日のアーサー・フィリップによるシドニー入植200周年記念日の開業を目標に建設されたが、期日に間に合わず、開業は同年7月21日に持ち越された。しかしながら計画から開業までが、26ヶ月という非常に短い期間で達成されたことは特筆される。試運転は同年5月から開始された。
開業時は朝6時から深夜12時まで運行されたが、開業2年後の時点で乗客数は当初期待された半分程度であった。これは沿線に建設される計画だったカジノなどが建設されなかったことが影響した。
当初はオランダの物流企業であるTNTグループの「TNTハーバーリンク」によって運営されたが、後にフランス系企業であるヴェオリア・トランスポールグループの「メトロ・トランスポート・シドニー」による運営となった。

## 路線データ
- 路線距離 (営業キロ) ：3.6km[3]
- 方式：跨座式[3]
- 駅数：8駅 (起終点駅を含む)
- 単線区間：全線[3]
- 電化方式：交流500ボルト
- 乗客数：年間400万人
- 最高速度：33km/h[3]
- 表定速度：18km/h[3]

940mm幅の箱型鋼管製軌道を、20 - 40m間隔に設置された橋脚で支える全線高架方式であった。軌道の最低地上高は5.5m、最小曲線半径は20m、最急勾配は登坂4.4%、降坂6.5%。
鋼管軌道の側面に設けられた電車線から集電し、鋼管軌道の上面端部に設けられたガイドレールに沿って走行していた。車両には緊急時用として発電機が備わっていた。列車制御と車両メンテナンスは、コンヴェンション駅とパディーズ・マーケッツ駅の間に設けられた車庫で行われていた。夜間および車両メンテナンス時には、軌道を平行移動させるトラバーサーによって車庫へ入線させていた。
各駅では、減速と乗降、加速にそれぞれ40秒を要し、全線を12分で運行していた。全列車での1時間辺りの輸送量は5000人であった。全列車無人運転が行われていたが、開業後数年間は自動運転に関する故障が頻発したため、一定期間先頭車両に乗務員を配置した。

## 車両
スイスのフォン・ロール社MK3タイプで、同メーカーの標準的なモノレールであった。コメンジ社が製作し、1987年にTNTハーバーリンクへ納車された。
列車は7車体1セットの編成で6編成が在籍した。客扉は全自動。車内には、先頭車両を除く6車体で48席があり、運転台が設けられた先頭車両を含めると56席となる。
7車体の内の6車体に37kW の電動機を持ち、ゴム製の車輪を駆動し、平均時速33kmで走行した。床面の高さは全自動サスペンションシステムにより一定であった。それぞれの列車は長さ32.12m、幅2.06m、高さ2.6mであった。
全6編成中の第三編成が運用停止中で、残りの5編成によって運行されていたため、運行計画に支障をきたしていた。第四編成の最後尾車体は、第一編成が2010年2月27日に衝突事故を起こした際に最後尾車体を破損したため、第一編成に組み込まれた。その時車体番号が変更された。

## 駅一覧

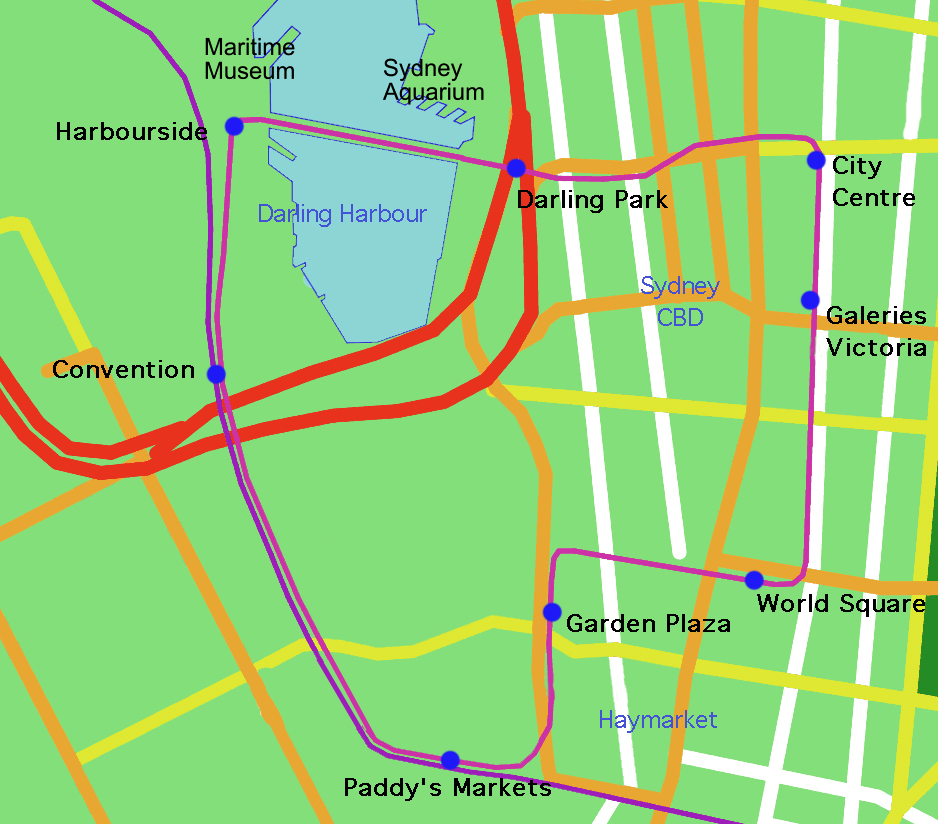
シドニーモノレールの路線図

全駅1面1線のプラットホームを有し、反時計回りで一方通行の運転形式をとっていた。
- ハーバーサイド駅[5]
- コンヴェンション駅[6]
- パディーズ・マーケッツ駅[7] - かつてはパワーハウス博物館駅と称した。また、開業時はヘイ・マーケット駅であった。
- チャイナタウン駅 - かつてはガーデン・プラザ駅と称した。また、計画時にはダーリング・ウォーク駅で、その後ガーデンサイド駅と変更された。平日の朝7時から9時までのみ使用され、それ以外の時間は閉鎖されている。
- ワールド・スクエア駅[8] - 計画時はシティー・サウス駅であった。2005年に駅が改築され、ワールド・スクエアビルと一体となった。
- ギャラリー・ヴィクトリア駅[9] - かつてはパークプラザ駅と称した。また、計画時にはタウンホール駅であった。2000年に駅が改築された。
- シティー・セントラル駅[10] - 開業から1989年半ばまでは、隣接したショッピングセンターが建設中であったため、近くのピット通り上に仮駅が設けられていた。
- ダーリング・パーク駅[11] - 計画時にはカジノ駅であった。隣接してカジノが建設予定であったが、後に別の場所に建設された。

## 車庫
列車制御と車両メンテナンスを行う車庫が、コンヴェンション駅とパディーズ・マーケッツ駅間の、メトロ・ライト・レールのエキシビジョン駅直上に所在した。軌道と同一平面上に車両メンテナンス設備と車庫が設けられており、階上に列車制御施設と運営会社のオフィスが併設されていた。

## 批判
モノレールの建設に当たっては多分に政治的判断がつきまとった。ライトレールを建設した場合、モノレールと比較して建設費用を2000万ドル削減でき、乗客一人当たりのコストも40%削減できた。
シドニーの新聞による最近の調査によれば、シドニーモノレールは世界で最もコストのかかる交通システムであり、150m移動するのに4.9ドル経費がかかるとされる。キロ当たりに換算すると、ロンドン・ヴィクトリア駅からヴェネツィアを結ぶオリエント・エクスプレスの豪華な客室以上のものである。